# Грабовський Сергій Ігорович
Сергій Ігорович Грабовський (нар. 1 січня 1957, м. Чернівці) — український політичний аналітик, публіцист, журналіст, колумніст, політолог, редактор часопису «Генеза», науковий редактор тижневика «Рейтинґ», історик, член Координаційної Ради Асоціації українських письменників, кандидат філософських наук (1995). Автор понад 10 наукових, науково-популярних та публіцистичних книг.

## Життєпис
У 1984 році закінчив філософський факультет Київського державного університету імені Т. Г. Шевченка.
Працював співробітником Інституту філософії імені Григорія Сковороди НАН України.
У журналістиці — з 1986 року. Працював  журналістом у «Молоді України», «Зеленому Світі», «Часі-Time», редактором відділу політики Радіо «Свобода», заступником головного редактора журналу «Сучасність». Мешкає у Києві. 
Публікується на сайтах «Українська правда», чернівецької газети «Час», часописах «Ї», «Сучасність: політика, історія, література, наука, мистецтво, суспільне життя», «Народний депутат», «Філософська думка: український науково-теоретичний часопис», «Урок української», «Універсум: журнал політології. футурології, економіки, науки та культури», газеті «День».
Друкувався в багатьох виданнях України, (також у Росії, Польщі, Німеччині, США). 

## Доробок

### Книги
- Нариси з історії українського державотворення / С. Грабовський, С. Ставрояні, Л. Шкляр. — К.: Генеза, 1995. — 608 с.
- XX століття та українська людина. Виклики і відповіді. — К.: Стилос, 2000. — 228 с.
- Що принесла Україні Переяславська рада? — Київ: STYLOS, 2003. — 64 с. — ISBN 966-8009-32-0.
- Генії проти ідіотів: Алгоритми української історії. — Київ: Стилос, 2008. — 349 с.
- Критика бездарного розуму. — Лисенко М. М., Ніжин, 2009. — 366 с. — ISBN 978-966-2213-19-5.
- Українці по три боки фронту. Нація і зброя [Архівовано 1 жовтня 2021 у Wayback Machine.]. — Видавець ПП Лисенко М. М., Ніжин, 2010. — 373 с. ISBN 9662213430, 9789662213430.
- Філософія і фантастика. Фантастика як філософія. — Ніжин: Видавець ПП Лисенко М. М., 2017. — 56 с. — ISBN 978-617-640-356-2.

### Аналітика
- «Інформаційна війна»: чи існує загроза капітуляції? [Архівовано 11 березня 2015 у Wayback Machine.] // Радіо Свобода, 11 березня 2015, Київ; mirror [Архівовано 2 квітня 2015 у Wayback Machine.]
- Сергій Грабовський [Архівовано 12 лютого 2015 у Wayback Machine.], author. Газета «День»
  - Про глухоту влади та великого бізнесу [Архівовано 27 лютого 2015 у Wayback Machine.]. Чому у нас політики можуть спокійно констатувати: багаті під час війни та кризи стануть ще багатшими, а бідні — ще біднішими… // «День», № 33 (2015) [Архівовано 24 вересня 2015 у Wayback Machine.], 26 лютого 2015.
  - Деколонізація [Архівовано 3 квітня 2015 у Wayback Machine.] Або Про виклики минулого сьогоднішній Україні // «День», №33 (2015) [Архівовано 24 вересня 2015 у Wayback Machine.], 26 лютого 2015.
  У 1920 році щойно створена Українська комуністична партія стала першою політичною силою, яка у своїх програмних документах прямо визначала Україну як економічно експлуатовану російську колонію.
  - Президент, який зламав «хребет» Йосифу Сталіну [Архівовано 24 вересня 2015 у Wayback Machine.]. Уроки для сьогодення // 26 лютого, 2015.
  - Зміни до Конституції: хто, як і навіщо [Архівовано 24 вересня 2015 у Wayback Machine.] // 25 лютого, 2015.
  - Солженицин проти Солженицина [Архівовано 21 лютого 2015 у Wayback Machine.], або «Дух Мюнхена» і путінізм // «День». — 2015. — 20 лютого.
- Росія і Донбас: політика «доконаних фактів» [Архівовано 18 листопада 2015 у Wayback Machine.] // «День». — 2015. — 15 листопада.

## Нагороди
Лауреат премії імені Джеймса Мейса 2011 року.